# Alocobisium tibetense
Espèce
Alocobisium tibetense est une espèce de pseudoscorpions de la famille des Syarinidae.

## Distribution
Cette espèce est endémique du Tibet en Chine. Elle se rencontre dans le xian de Mêdog.

## Description
Les mâles mesurent de 1,16 à 1,30 mm et les femelles de 1,10 à 1,15 mm

## Étymologie
Son nom d'espèce, composé de tibet et du suffixe latin -ense, « qui vit dans, qui habite », lui a été donné en référence au lieu de sa découverte, le Tibet.

## Publication originale
- Hu & Zhang, 2013 : Description of Alocobisium tibetense sp nov., representing the first record of the pseudoscorpion family Syarinidae (Arachnida: Pseudoscorpiones) from China. Zootaxa, no 3641(1), p. 49-56.